# Meqon
Meqon Game Dynamics (рус. игровая динамика Meqon; сокращённо Meqon) — физический движок реального времени, предназначен для использования в основном в компьютерных играх. Движок Meqon был разработан шведской компанией Meqon Research AB. 1 сентября 2005 года движок был куплен компанией Ageia и интегрирован с её собственным физическим движком PhysX.

## Технологические описание
«Meqon Game Dynamics» поддерживал платформы ПК (операционные системы семейств Microsoft Windows, Linux и Mac), PlayStation 2 и Xbox. С движком поставлялся SDK.
Движок поддерживал физику твёрдых тел, физику транспортных средств, динамику жидкостей, анимацию Ragdoll.
31 марта 2005 года Meqon Research AB выпустила бесплатную полноценную триал-версию движка, использование которой ограничивалось тридцатью днями, начиная со дня скачивания триал-версии движка с официального сайта. Данная акция действовала с 31 марта по 30 апреля 2005 года.

## История разработки и лицензирования
Компания Meqon Research AB была основана в 2002 году в шведском городе Норрчёпинг.
27 сентября 2004 года было официально объявлено о том, что американский разработчик 3D Realms приобрёл движок «Meqon Game Dynamics» для использования в своей разрабатываемой игре Duke Nukem Forever.
В марте 2005 года снова появилась информация об использовании движка Meqon в Duke Nukem Forever. Было заявлено, что на Game Developers Conference 2005 будет показана технологическая демонстрация игры, в которой будет демонстрироваться разрушаемое окружение с использованием Meqon.
В апреле 2005 года чехословацкая компания-разработчик Illusion Softworks заявила о лицензировании Meqon для игры, которая была запланирована на 2007 год.
14 июня 2005 года российская компания Gaijin Entertainment анонсировала приобретение лицензии на Meqon и интегрировании его во вторую версию своего внутреннего игрового движка «Dagor Engine».
В конце июня 2005 года движок Meqon был лицензирован российской компанией KranX Productions.
В начале июля 2005 года был анонсирован выпуск Meqon версии 1.5. Как заявили разработчики, версия 1,5 стала результатом почти полутора лет напряженных научных изысканий в области игровой физики.
В начале августа 2005 года компания GFi и российская студия Revolt Games сообщили о лицензировании движка Meqon для своих игровых проектов. Было заявлено, что Meqon будет использоваться для игр по вымышленной вселенной «Neuro».
1 сентября 2005 года компания Meqon Research AB была приобретена компанией Ageia. Движок Meqon вошёл в состав PhysX SDK. Meqon был интегрирован в состав движка Ageia PhysX, а сотрудники Meqon Research AB были интегрированы в команду разработчиков компании Ageia. Для лицензиатов, которые приобрели Meqon до покупки, Ageia продолжила поддержку. В официальном пресс-релизе были упомянуты две игры, которые на момент покупки находились в разработке и для которых была приобретена лицензия на Meqon: Duke Nukem Forever и TimeShift. Однако в августе 2007 года, незадолго до выхода TimeShift (октябрь и ноябрь 2007 года), стало известно, что она использует не Meqon, а Havok 4.5. «После приобретения NovodeX в прошлом году, приобретение Meqon объединяет самые передовые технологии игровой физики в мире под одной крышей, что является ключевой вехой в нашем упорном стремлении к совершенству игровой физики», — заявил Манджу Хежд, основатель и председатель Ageia по поводу покупки.